# Parafia wojskowo-cywilna Matki Boskiej Ostrobramskiej w Warszawie
Parafia wojskowo-cywilna Matki Boskiej Ostrobramskiej – parafia rzymskokatolicka należąca do dekanatu jelonkowskiego, archidiecezji warszawskiej, metropolii warszawskiej Kościoła katolickiego.

## Historia
Parafia została erygowana w 1984 (jako cywilna) i w 1993 (jako wojskowa). Jest obsługiwana przez księży pallotynów. Jako parafia wojskowa jest podporządkowana bezpośrednio Wikariuszowi Biskupiemu ds. Koordynacji Pracy Dziekanów (do 2012 należała do Warszawskiego Dekanatu Wojskowego).

### Kościół parafialny
Kościół parafialny został wybudowany w latach 1968–1971 na miejscu drewnianej kaplicy z 1936.
W okresie II RP Komitetowi Budowy Kościoła przewodniczył ppłk. dypl. Leopold Gebel, który w 1936 ofiarował jako dar wotywny do świątyni obraz Matki Boskiej Ostrobramskiej.

## Galeria

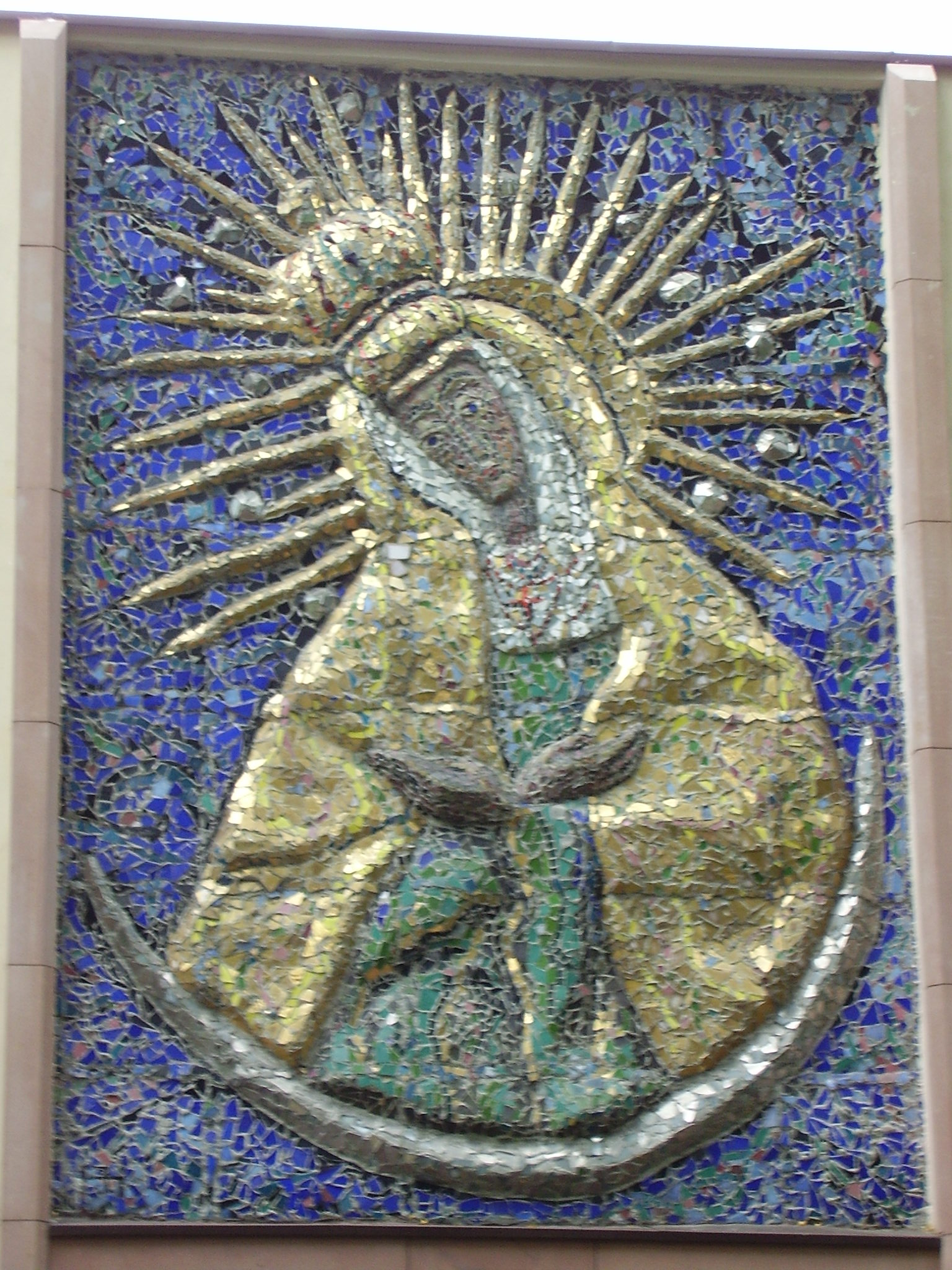
Mozaika na zewnętrznej ścianie kościoła
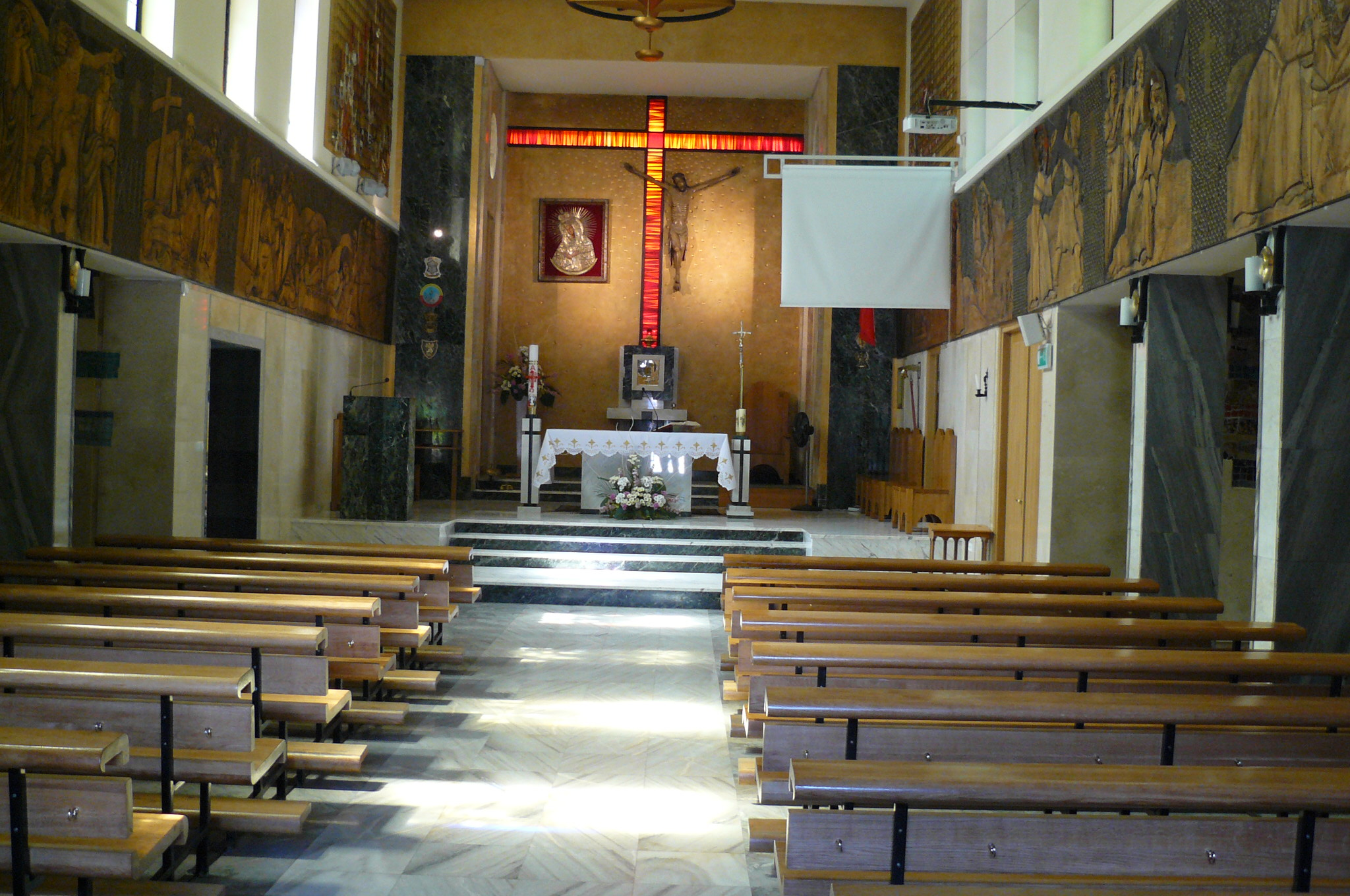
Wnętrze kościoła